# Schallers Knurrender Gurami
Schallers Knurrender Gurami (Trichopsis schalleri) gehört zur Gattung der Knurrenden Guramis (Trichopsis) und zur Unterordnung der Labyrinthfische. Die Fische kommen in Thailand im Stromgebiet des Mae Nam Mun, des größten Zuflusses des Mekong, vor. Sie bewohnen kleine, dicht mit krautigen Pflanzen bewachsene Tümpel, Sümpfe, Reisfelder und Gräben mit warmem Wasser. Die Art wurde nach dem Entdecker der Fische, dem Zierfischhändler D. Schaller benannt.

## Beschreibung
Schallers Knurrender Gurami wird maximal 6 cm lang und ähnelt dem Knurrenden Gurami (Trichopsis vittata). Sein Kopf ist jedoch nicht so spitz, das Kopf-Nacken-Profil nicht so stark sattelartig eingebuchtet. Die Schwanzflosse ist lanzettförmig, die hinteren Flossenstrahlen der Afterflosse ausgezogen, reichen aber nicht bis zur Schwanzflossenmitte. Der Körper ist bräunlich. Auf den Körperseiten zeigen die Tiere zwei kastanienbraune Längsstreifen. Die obere verläuft vom Oberrand des Auges zur Schwanzflossenbasis, die untere, dickere vom Maul bis zur Schwanzflossenbasis. Rücken-, Schwanz- und Afterflosse haben rote Ränder und zahlreiche kleine blaue Punkte. 
- Flossenformel: Dorsale III-IV/8-7, Anale VIII-IX/19-22, Ventrale I/5-6.

Wie viele Labyrinthfische baut Schallers Knurrender Gurami zur Fortpflanzung ein Schaumnest. Es ist nur klein und liegt von dichten Wasserpflanzen gestützt tief unter der Wasseroberfläche.